# کیسای ایسن
کیسای ایسن (به ژاپنی: 渓斎 英泉 Keisai Eisen); ‏۱۷۹۰ – ۲۰ اوت ۱۸۴۸) هنرمند اوکی‌یوئه، در نیمه دوم دوره ادو اهل ژاپن بود که در بیجین-گا (تصاویر زنان زیبا) تخصص داشت. بهترین آثار وی، از جمله اوکوبی-ئه ("تصاویر بزرگ سر")، شاهکارهای دوره بونسی (۱۸۱۸–۱۸۱۸) در نظر گرفته می‌شوند. او همچنین به ایکدا ایسن معروف بود، و با نام ایپیتسوآن می‌نوشت. شصت و نه ایستگاه کایسو کایدو از آثاری است که این هنرمند همراه با هیروشیگه خلق کرده‌است.

## زندگی‌نامه
کیسای ایسن در ادو در خاندان ایکدا، پسر یک سامورایی دون پایه و مشهور به سبب خوش‌نویسی ژاپنی متولد شد و مادرش را در سن 6 سالگی از دست داد. وی نزد کانو هاکّیسای که از او نام کیسای را گرفت، شاگردی کرد و پس از مرگ پدرش زیر نظر کیکوگاوا ایزان تحصیل کرد. کارهای اولیه او تأثیر مربی خود را نشان می‌دهد، اما به زودی سبک خاص خود را توسعه داد.
او تعدادی سوریمونو (چاپ‌هایی که به صورت خصوصی ساخته می‌شد)، چاپ‌های وابسته به عشق شهوانی (شونگا) و مناظر از جمله شصت و نه ایستگاه کایسو کایدو تهیه کرد که توسط وی شروع و توسط هیروشیگه تکمیل شد. کیسای ایسن بیشتر بخاطر بیجین-گا (تصاویر زنان زیبا) مشهور است که سوژه‌ها را دنیایی‌تر از آنچه توسط هنرمندان پیشین به تصویر کشیده شده‌است نشان می‌دهد و لطافت و ظرافت آنها را با احساساتی کمتر مورد توجه قرار می‌دهد. او بسیاری از پرتره‌هایی را ارائه داد که مدهای آن زمان را به تصویر می‌کشد.
وی علاوه بر هنرمندی اوکی‌یوئه، نویسنده نیز بود و زندگینامه چهل و هفت رونین و چندین کتاب، از جمله ادامه مقاله تاریخچه اوکی‌یوئه را تهیه کرد. کتابی که زندگی هنرمندان اوکی‌یوئه را به ثبت رسانده‌است. ضمیمه وی به یادداشت‌های یک پیرمرد بی‌نام معروف است. او خود را به عنوان کسی که در مشروبات الکلی غرق شده توصیف می‌کند و ادعا می‌کند که در دهه ۱۸۳۰ صاحب یک فاحشه خانه در «نزو» بوده که سوخته‌است.